# Liste des œuvres d'art de Toulon
Cet article recense les œuvres d'art dans l'espace public de Toulon, en France.

## Œuvres d'art dans l'espace public

### Sculptures
| Œuvre                                             | Auteur                   | Localisation                              | Notes                                                                                                  | Installation | Coordonnées                      | Illustration              |
| ------------------------------------------------- | ------------------------ | ----------------------------------------- | --- | ------------ | -------------------------------- | ------------------------- |
| Monument à Jean Aicard                            | Victor Nicolas           | Jardin Alexandre-Ier                      | Retiré de la stèle, le buste en bronze est détruit par les Allemands pendant l'occupation              | 1931         | à géolocaliser                   | Monument à Jean Aicard    |
| Buste de Jean Aicard                              | Gabriel Cotel            | Jardin Alexandre-Ier                      | Ce buste en pierre est placé sur la stèle existante pour remplacer le bronze détruit par les Allemands | 1957         | à géolocaliser                   | Image manquante           |
| Atlantes                                          | Pierre Puget             | Ancien hôtel de ville ou Mairie d'Honneur | Classé MH (1914)                                                                                       | XVIIe siècle | 43° 07′ 13″ nord, 5° 55′ 54″ est | Atlantes                  |
| Bateau sculpture, réplique de la frégate La Flore | Alexandre Benjamin Navet | Place Vatel                               | | 1995         | 43° 07′ 23″ nord, 5° 55′ 52″ est | Bateau sculpture          |
| Monument à Désiré Bianco                          | ?                        | Boulevard Colonel-Albert-Grant            | | ?            | 43° 07′ 57″ nord, 5° 55′ 56″ est | Monument à Désiré Bianco  |
| Statue de François Fabié                          | Paul Gondard             | Jardin Alexandre-Ier                      | | 1935         | 43° 07′ 38″ nord, 5° 55′ 37″ est | Image manquante           |
| Buste de Nicolas Fabri de Peiresc                 | Benoît Lucien Hercule    | Façade du musée d'art                     | | ?            | 43° 07′ 35″ nord, 5° 55′ 38″ est | Image manquante           |
| Le Génie de la navigation                         | Louis-Joseph Daumas      | Quai Cronstadt                            | | 1847         | 43° 07′ 12″ nord, 5° 55′ 54″ est | Le Génie de la navigation |
| Heinrich Heine                                    | Louis Hasselriis (en)    | Jardin d'acclimatation                    | | ?            | 43° 06′ 32″ nord, 5° 56′ 48″ est | Heinrich Heine            |
| Monument à Frédéric Mistral                       | ?                        | Jardin d'acclimatation                    | | ?            | 43° 06′ 32″ nord, 5° 56′ 46″ est | Image manquante           |
| La Partie de cartes                               | ?                        | Place Raimu                               | | ?            | 43° 07′ 17″ nord, 5° 55′ 53″ est | Image manquante           |
| Buste de Pierre Puget                             | Benoît Lucien Hercule    | Façade du musée d'art                     | | ?            | 43° 07′ 34″ nord, 5° 55′ 39″ est | Image manquante           |
| Pierre Puget                                      | Jean-Antoine Injalbert   | Jardin Alexandre-Ier                      | | 1891         | 43° 07′ 36″ nord, 5° 55′ 34″ est | Image manquante           |
| Raimu                                             | Louis Arride             | Rue Racine                                | | ?            | 43° 07′ 27″ nord, 5° 55′ 56″ est | Image manquante           |

### Fontaines
| Œuvre                                   | Auteur                               | Localisation              | Notes | Installation | Coordonnées                      | Illustration              |
| --------------------------------------- | ------------------------------------ | ------------------------- | --- | ------------ | -------------------------------- | ------------------------- |
| Fontaine du Buveur                      | Benoît Lucien Hercule, Julien Rollet | Jardin Alexandre-Ier      | | 1891         | 43° 07′ 38″ nord, 5° 55′ 32″ est | Image manquante           |
| Fontaine Camille-Ledeau                 |                                      | Place Camille-Ledeau      | | 2000         | 43° 07′ 21″ nord, 5° 55′ 56″ est | Image manquante           |
| Fontaine des Cinq Parties du monde      | ?                                    | Place Monsenergue         | | 1739         | 43° 07′ 20″ nord, 5° 55′ 45″ est | Image manquante           |
| Fontaine du Dauphin                     | ?                                    | Place Paul-Comte          | | 1782         | 43° 07′ 18″ nord, 5° 56′ 05″ est | Image manquante           |
| Fontaine des Deux Dauphins              | Henri Milazzo                        | Rue Émile-Zola            | | 1985         | 43° 07′ 18″ nord, 5° 55′ 57″ est | Image manquante           |
| Fontaine de la Fédération               | Gaudensi Allar, André-Joseph Allar   | Place de la Liberté       | | 1890         | 43° 07′ 34″ nord, 5° 55′ 50″ est | Fontaine de la Fédération |
| Fontaine du Globe                       | ?                                    | Place du Globe            | | 1994         | 43° 07′ 20″ nord, 5° 55′ 53″ est | Image manquante           |
| Fontaine de l'Intendance                | ?                                    | Place Amiral-Victor-Sénès | | 1821         | 43° 07′ 26″ nord, 5° 55′ 50″ est | Image manquante           |
| Fontaine du Lion                        | ?                                    | Place Louis-Blanc         | | 1989         | 43° 07′ 11″ nord, 5° 56′ 03″ est | Image manquante           |
| Fontaine du Panier                      | ?                                    | Cours Lafayette           | | 1839         | 43° 07′ 15″ nord, 5° 56′ 04″ est | Image manquante           |
| Fontaine de Pesetti                     | Sébastien Pesetti                    | Allée Amiral-Courbet      | Quasiment détruite en 1944 ; restaurée par Henri Milazzo et Brigitte Léger, et réimplantée à son emplacement actuel en 1985 | 1821         | 43° 07′ 27″ nord, 5° 55′ 38″ est | Image manquante           |
| Fontaine de la Pigne                    | ?                                    | Rue Paul-Landrin          | | 1740         | 43° 07′ 23″ nord, 5° 56′ 04″ est | Image manquante           |
| Fontaine de la place de la Poissonnerie | ?                                    | Place de la Poissonnerie  | | 2002         | 43° 07′ 15″ nord, 5° 55′ 58″ est | Image manquante           |
| Fontaine de la place Hardoin            | ?                                    | Place Hardoin             | | 2011         | 43° 09′ 32″ nord, 5° 55′ 06″ est | Image manquante           |
| Fontaine de la place Macé               | ?                                    | Place Macé                | | 2007         | 43° 08′ 15″ nord, 5° 54′ 21″ est | Image manquante           |
| Fontaine de la place Paul-Comte         | ?                                    | Place Paul-Comte          | | 2011         | 43° 07′ 18″ nord, 5° 56′ 04″ est | Image manquante           |
| Bassin de la porte des Oliviers         | ?                                    | Rue Amiral-Nomy           | | 1997         | 43° 07′ 12″ nord, 5° 56′ 54″ est | Image manquante           |
| Fontaine de la Pucelle                  | ?                                    | Place de la Pucelle       | | 1824         | 43° 07′ 13″ nord, 5° 56′ 00″ est | Image manquante           |
| Fontaine de la Régie                    | ?                                    | Place Fulcran-Suchet      | | 1820         | 43° 07′ 28″ nord, 5° 55′ 42″ est | Image manquante           |
| Fontaine des Riaux                      | ?                                    | Place Raimu               | | ?            | 43° 07′ 17″ nord, 5° 55′ 53″ est | Image manquante           |
| Fontaine-lavoir de Saint-Vincent        | ?                                    | Place Vincent-Raspail     | | 1832         | 43° 07′ 21″ nord, 5° 56′ 04″ est | Image manquante           |
| Fontaine de la statue des Mobiles       | ?                                    | Place Albert-Ier          | | 1996         | 43° 07′ 40″ nord, 5° 55′ 45″ est | Image manquante           |
| Fontaine du Tambourin                   | ?                                    | Place Louis-Blanc         | | 1839         | 43° 07′ 12″ nord, 5° 56′ 02″ est | Image manquante           |
| Fontaine des Trois-Dauphins             | Jean-Pancrace Chastel                | Place Puget               | | 1782         | 43° 07′ 24″ nord, 5° 55′ 58″ est | Image manquante           |
| Fontaine du Vieux Palais                | ?                                    | Place Gustave-Lambert     | | 1654         | 43° 07′ 17″ nord, 5° 55′ 54″ est | Image manquante           |
| Fontaine Villevieille                   | ?                                    | Carrefour Villevieille    | | 2012         | 43° 07′ 36″ nord, 5° 55′ 17″ est | Image manquante           |
| Fontaine Wallace                        | Charles-Auguste Lebourg              | Place Louis-Blanc         | | ?            | 43° 07′ 11″ nord, 5° 56′ 02″ est | Image manquante           |

### Monuments aux morts
| Œuvre                                             | Auteur        | Localisation         | Notes             | Installation | Coordonnées                      | Illustration                                      |
| ------------------------------------------------- | ------------- | -------------------- | ----------------- | ------------ | -------------------------------- | ------------------------------------------------- |
| Statue des Mobiles                                | ?             | Place Albert-Ier     |                   | 1894         | 43° 07′ 40″ nord, 5° 55′ 45″ est | Image manquante                                   |
| Monument aux morts de la Première Guerre mondiale | Honoré Sausse | Place Gabriel-Péri   | Inscrit MH (2010) | 1925         | 43° 07′ 34″ nord, 5° 55′ 31″ est | Monument aux morts de la Première Guerre mondiale |
| Monument aux sous-mariniers                       | ?             | ?                    |                   | 2009         | 43° 06′ 14″ nord, 5° 55′ 33″ est | Monument aux sous-mariniers                       |
| Monument aux morts                                | ?             | Jardin Alexandre-Ier |                   | 1924         | 43° 07′ 36″ nord, 5° 55′ 34″ est | Image manquante                                   |